# Національна дорога 92 (Польща)
Національна дорога 92 (пол. Droga krajowa nr 92, DK92) — національна дорога класу GP, що сполучає Жепін з Познанню, Варшавою, Сулеювеком, Мінськом-Мазовецьким і Калушином. Його курс паралельний автомагістралі А2. Пролягає територією чотирьох воєводств: Любуського, Великопольського, Лодзінського та Мазовецького.
Протягом багатьох років ця дорога була позначена як дорога державного значення № 2, незважаючи на існування, наприклад, ділянки автомагістралі А2 від Вжесні до Коніна. З цієї причини його іноді називають «старими двома». Маршрут тричі перетинає річку Варта (у Познані, Коніні та Коло).

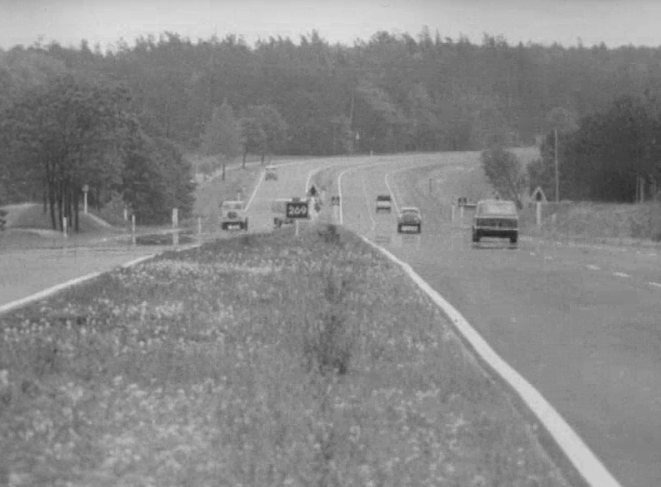
DK92 у 1974 р. як маршрут E8 поблизу Września

З 1977 року діє заборона на транзитний рух великовантажних автомобілів через Варшаву та територію колишнього Варшавського воєводства у напрямку схід-захід, за винятком транспортних засобів, які прибувають остаточно до міст, розташованих на цій території. Об'їзд для вантажівок позначено транзитною об'їзною дорогою (DK50) на ділянці Сохачев — Груєц — Мінськ-Мазовецький. Відповідні вказівні знаки розміщені біля кільцевої розв'язки на перехресті доріг № 50 і 92 у Кузноціні (біля Сохачева) та на з'єднанні автомагістралі А2 і дороги № 50 поблизу Жирардова та Мінська Мазовецького.
У 1970-х роках почалася реконструкція ділянки, що сполучає Познань із Тарнувом-Подґурним, і до 1984 року двопроїзна дорога закінчувалася в Садах, на нинішньому перехресті з дорогою на Лусув. На дальшій частині до Тарнова-Подґурного до 1985 року була побудована друга дорога.
У лютому 2003 року на ділянці траси, яка тоді була позначена як національна дорога № 2, між Сважендзом і Пачкувом, відбулося зіткнення, в результаті якого було пошкоджено понад 100 транспортних засобів і 31 особа отримала поранення. Причиною інциденту став густий туман.
Реконструкція перехрестя дороги № 92 з окружною дорогою 1339F Тшцель — Збоншинь у Тшцелі запланована на 2021—2022 роки в кільце.
Ділянка магістралі від розв'язки Warszawa Zachód з трасою Повонзки-Конотопа (швидкісні дороги S7 та S8) до кордону з Варшавою, незважаючи на існуючі знаки на полі, які підтверджують маршрут національної дороги № 92, на багатьох дорожніх картах вона не включен.

## Транзитна об'їзна Познань
- Дорога також називається північною об'їзною Познані або іноді просто об'їзною — низка вулиць у Познані в обхід центру міста, що є частиною національної дороги № 92 (до 18 квітня 2005 року національна дорога № 2 і вул. Європейська траса E30). Траса одно- та двопроїзна, зі змінною кількістю смуг (від двох до чотирьох). Здебільшого вона збігається з трасою проектованого третього комунікаційного каркаса міста. Протяжність кільцевої дороги становить приблизно 16 км. На перехрестях з іншими дорогами часто утворюється затор, а на деяких ділянках відсутнє освітлення. Більша частина також дуже пошкоджена.
- Кільцева дорога складається з таких вулиць:

| Назва вулиці | Ділянув                                                  | Поперечний розріз                |
| ------------ | -------------------------------------------------------- | -------------------------------- |
| Лютицька     | перехрестя з вул. Ю. Х. Домбровского — Оборницких кільце | одна проїзна частина (1 × 2)     |
| Лечицька     | Оборницьке кільце — вул. Полабська / ul. Умультовська    | одна проїзна частина (1 × 4)     |
| Лечицька     | вулиця Полабська/вул. Умультовська — вул. Нарамовицька   | одна проїзна частина (1 × 2)     |
| Лечицька     | вулиця Нарамовицька — Міст Леха                          | подвійна проїзна частина (2 × 2) |
| Балтійський  | Міст Леха — вул. Гдинська                                | подвійна проїзна частина (2 × 2) |
| Балтійський  | вулиця Гдинська — Віадук Антонінека                      | одна проїзна частина (1 × 4)     |

## Важливі міста вздовж маршруту 92
- Жепін (A2)
- Тожим
- Свебодзін — об'їздна дорога
- Тшцель — об'їздна дорога
- Львувек — об'їздна дорога
- Пневи (національна дорога № 24) — об'їздна
- Познань (національна дорога № 5, 11) — транзитний об'їзд центру міста
- Сважендз
- Костшин — об'їздна дорога
- Некля — об'їздна дорога
- Вжесьня (шлях А2, 15)
- Слупца — об'їздна дорога
- Ґоліна
- Конін (національна дорога № 25, 72)
- Коло — об'їздна дорога
- Клодава
- Кросневиці (національна дорога № 91) — об'їздна
- Кутно (національна дорога № 60) — об'їздна
- Лович (національна дорога № 14, 70) — об'їздна, планується зовнішня [15]
- Сохачев (національна дорога № 50) — об'їздна
- Блоне
- Ожарув-Мазовецький
- Мори (швидкісна дорога S8)
- Закрент (національна дорога № 2, 17)
- Новий Коник (А2)
- Хощувка-Рудзька
- Стоядла (національна дорога № 50)
- Мінськ-Мазовецький
- Калушин (дорога A2, 2) — перехрестя з об'їзною автострадою Мінська-Мазовецького